# Солянка холмовая
Солянка холмовая (лат. Salsola collina) — вид травянистых растений рода Солянка (Salsola) семейства Амарантовые (Amaranthaceae).

## Ботаническое описание

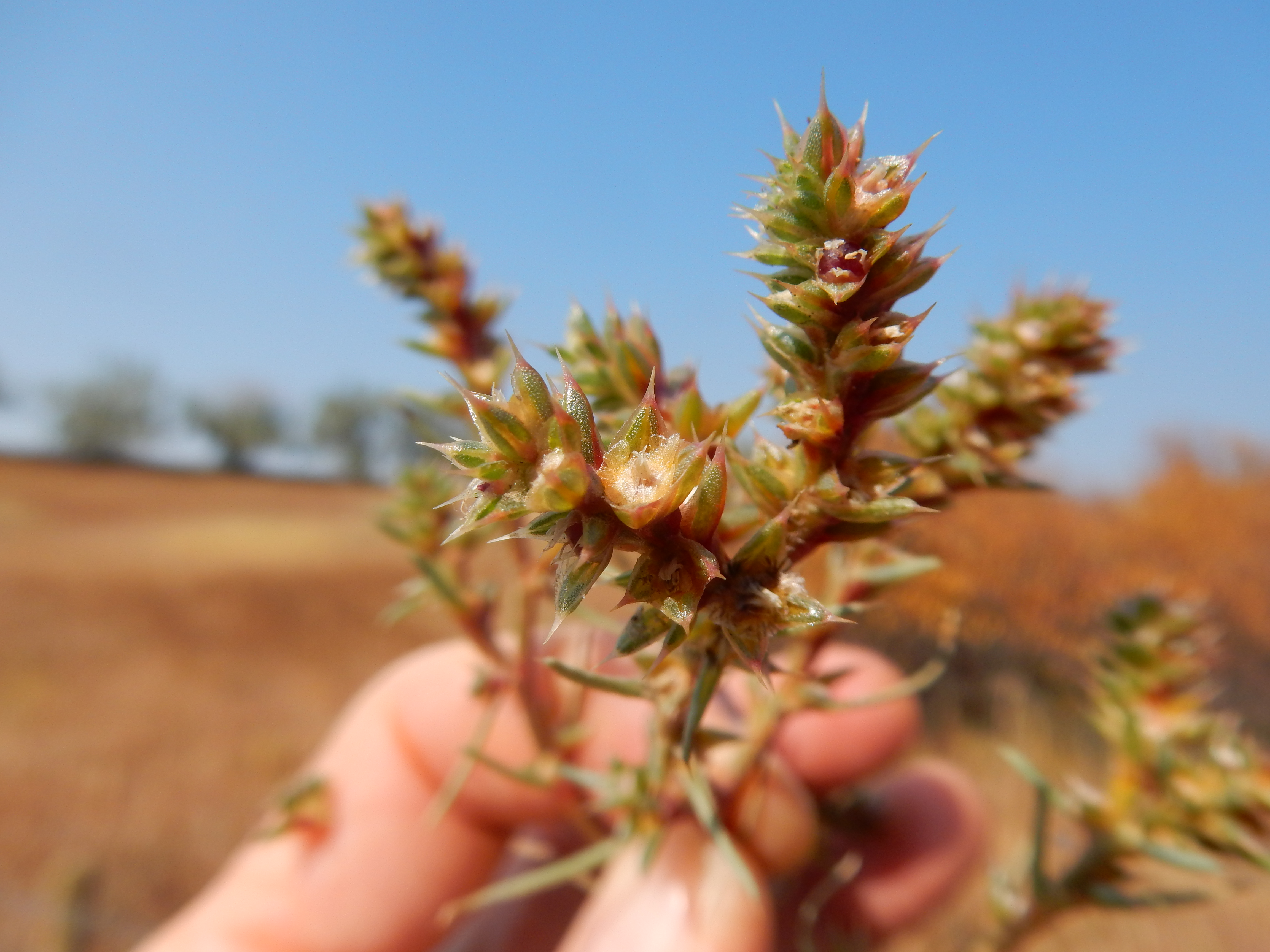
Соцветие

Однолетнее травянистое растение, негусто покрытое отстоящими жёсткими волосками, реже почти гладкое. Стебель 5—40 см высотой, с розоватыми продольными полосами, прямостоячий или восходящий, реже распростёртый, обычно от основания ветвистый, с более или менее сильно, нередко горизонтально отклоненными ветвями. Листья очерёдные, нитевидные, различно отклонённые и нередко изогнутые, 2—5 см длиной и 0,5—1 мм шириной (на ветвях короче), на верхушке заканчивающиеся шипиком ¾—1½ мм длиной, при самом основании расширенные, полустеблеобъемлющие и здесь по краям беловато-перепончатые.
Цветки по 1—2 сидят в пазухах листьев, нередко самых нижних, на верхушке же стебля и ветвей скучены в довольно густые облиственные колосья, где листья короче стеблевых, более жёсткие, шиловидные, почти 3-гранные, с сильно, эллиптически-расширенным основанием. Прицветники сходны с ними, но короче и менее расширены при основании. Околоцветник короче прицветников, до основания 5-раздельный, доли его прямостоячие и сходящиеся, яйцевидно-ланцетовидные или продолговатые, на верхушке туповатые и иногда надрезанные, гладкие, плёнчатые, 1—3 мм длиной и 0,5—1 мм шириной; при созревании плодов тонкими и плёнчатыми остаются лишь верхние, сходящиеся части их, большая же нижняя половина их затвердевает, становится хрящеватой и при основании срастается с нижней частью прицветников, которая, равно как и основание листа, в пазухе которого они находятся, также становится очень твердой и окружает цветок, образуя, преимущественно в нижних частях стебля и ветвей, беловатые клубочки 2,5—5 мм длиной. На верхушке затвердевшей части долей околоцветника развивается короткий поперечный, вверх направленный, хрящеватый гребешок широкояйцевидной, полукруглой или иной формы, на верхушке то цельный, то выемчатый или зазубренный, ⅕—1 мм шириной. Тычинки в 1½—2 раза длиннее околоцветника, пыльники без придатков.

## Распространение и экология
Европа, Сибирь, Дальний Восток России, Средняя, Центральная (первичный ареал) и Восточная Азия. Растёт в степях, около дорог и жилья, на насыпях, также на солонцеватых местах, иногда на песчаной почве.

## Синонимы
- Kali collinum (Pall.) Akhani & Roalson (2007) — Калийник холмовой
- Salsola chinensis Gand. (1913)
- Salsola erubescens Schrad. (1834)
- Salsola ircutiana Gand. (1913)
- Salsola kali subsp. collina (Pall.) O.Bolòs & Vigo (1974)